# Nannopodellus purpurascens
Nannopodellus purpurascens är en mångfotingart som beskrevs av Chamberlin 1924. Nannopodellus purpurascens ingår i släktet Nannopodellus och familjen småjordkrypare. Inga underarter finns listade i Catalogue of Life.